# 輕劍

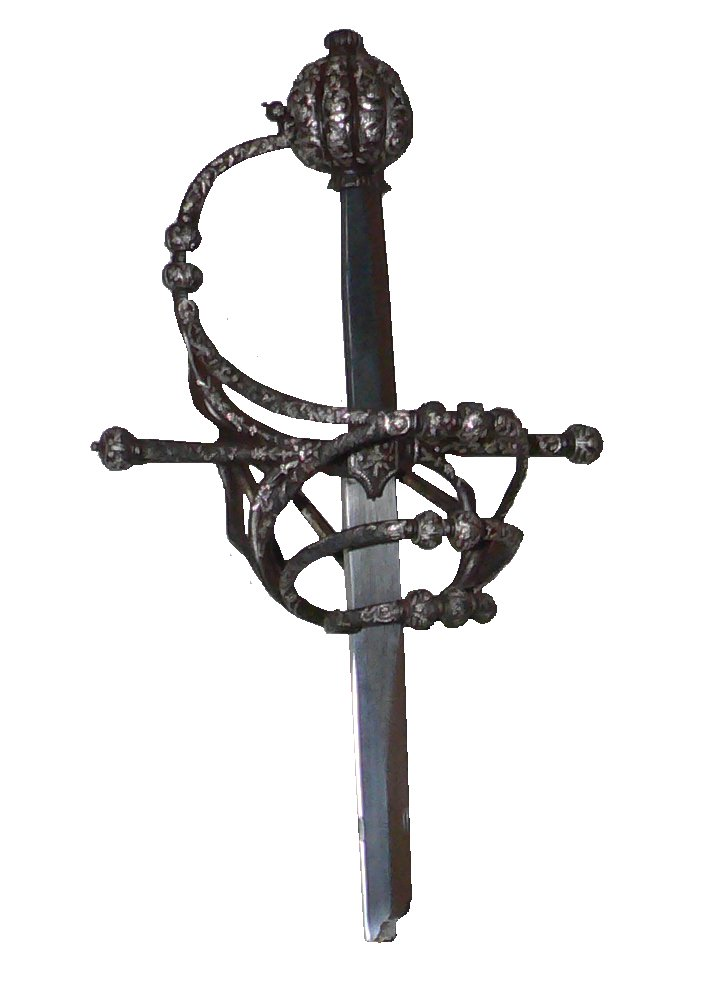
大約1580-1600的輕劍。

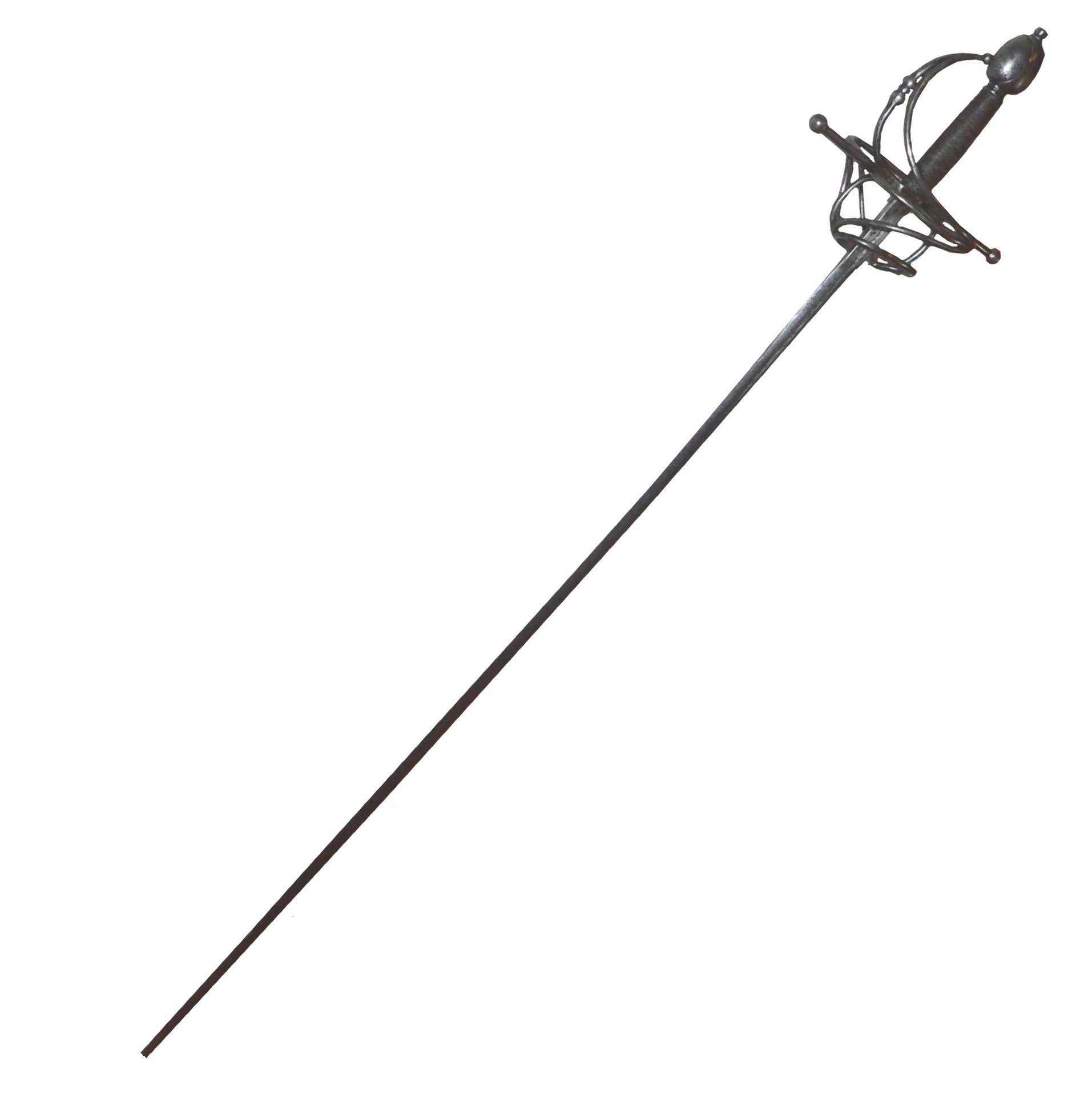
17世紀前半的禮服劍。

輕劍（英語：Rapier，另稱作細劍、刺劍），是于16世纪后出现在欧洲战场的一种武器，特点是剑身细长坚固，较不易在刺击的时候被弯曲。长90-100cm，重800克。带有复杂的护手结构和圆剑柄首（合起来称为hilt）和细长剑身，是主要攻击方式为刺的随身单手剑。它的剑刃仍然有开刃因此仍有砍的功能，开刃可以是全身开刃也可是只开一半。早期的輕劍刃较短且粗，有不俗的切砍功能，代表剑术流派有Bolognese派。后期的輕劍逐渐以细长的方向发展，由于剑刃较轻，切割能力不强因此以刺击为主，但劈砍动作自始至终都有保留。到了17世纪末，刺劍逐渐被更轻，更短的小剑（Smallsword）所取代。
輕劍的英語名稱Rapier來自法語的Rapière，來源不明，可能與刮刀、刨刀有關；而其西班牙語名稱Espada ropera有服裝的配飾劍的意思